# هاجر ۶۸۲

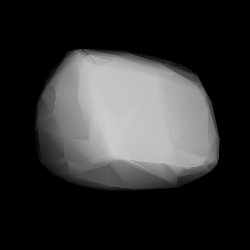
مدل سه‌بُعدی سیارک هاجر ۶۸۲ بر اساس منحنی نور آن

سیارک ۶۸۲ (به انگلیسی: 682 Hagar، نامگذاری:1909HA) ششصد و هشتاد و دومین سیارک کشف شده‌است که در ۱۷ ژوئن ۱۹۰۹ و در هایدلبرگ کشف شد.
قدر مطلق سیارک برابر ۱۲٫۲۰ است.